# ريكس كيرن
ريكس كيرن (بالإنجليزية: Rex Kern)‏ هو لاعب كرة قدم أمريكية أمريكي، ولد في 28 مايو 1949 في لانكستر في الولايات المتحدة.

## وصلات خارجية
- ريكس كيرن على موقع مرجع كرة القدم المحترفة.كوم (الإنجليزية)